# Gabriel Hottegindre
Gabriel Hottegindre (ur. 26 listopada 1979) – urugwajski narciarz alpejski, uczestnik Zimowych Igrzysk Olimpijskich 1998 w Nagano. Jedyny zimowy olimpijczyk ze swojego kraju. Kilkukrotny uczestnik mistrzostw świata (jego najlepszym wynikiem było 27. miejsce w slalomie w ich edycji z 1996). Dwukrotnie startował w Pucharze Świata, jednak w obu przypadkach nie udało mu się zakwalifikować.

## Życiorys
Urodził się we Francji, jego ojciec był Francuzem, a matka Urugwajką. Pierwotnie reprezentował Francję, ale żeby móc uczestniczyć w zawodach o wyższej randze wystąpił o licencję urugwajską, którą uzyskał. Hymnu Urugwaju nauczył się, lecąc samolotem na igrzyska. Jego trenerem w czasie igrzysk był Andrzej Bachleda-Curuś. Po sezonie 1999/2000 Hottegindre zakończył karierę zawodniczą.
Hottegindre mieszka obecnie w Chamonix-Mont-Blanc, gdzie jest instruktorem narciarskim.

## Osiągnięcia

### Igrzyska olimpijskie
| Miejsce | Dzień     | Rok  | Miejscowość | Konkurencja | Czas biegu | Strata | Zwycięzca          |
| ------- | --------- | ---- | ----------- | ----------- | ---------- | ------ | ------------------ |
| 24.     | 10 lutego | 1998 | Nagano      | Slalom      | 1:49,31    | +13,96 | Hans Petter Buraas |

### Mistrzostwa świata
| Miejsce | Dzień     | Rok  | Miejscowość       | Konkurencja | Czas biegu | Strata | Zwycięzca            |
| ------- | --------- | ---- | ----------------- | ----------- | ---------- | ------ | -------------------- |
| DNF2    | 23 lutego | 1996 | Sierra Nevada     | Gigant      | 1:58,63    | -      | Alberto Tomba        |
| 27.     | 25 lutego | 1996 | Sierra Nevada     | Slalom      | 1:42,26    | +22,75 | Alberto Tomba        |
| 32.     | 12 lutego | 1997 | Sestriere         | Gigant      | 2:48,23    | +21,05 | Michael von Grünigen |
| 30.     | 15 lutego | 1997 | Sestriere         | Slalom      | 1:51,70    | +17,19 | Tom Stiansen         |
| 40.     | 12 lutego | 1999 | Vail/Beaver Creek | Gigant      | 2:19,31    | +14,13 | Lasse Kjus           |
| DNF1    | 14 lutego | 1999 | Vail/Beaver Creek | Slalom      | 1:42,12    | -      | Kalle Palander       |

### Mistrzostwa świata juniorów
| Miejsce | Dzień     | Rok  | Miejscowość | Konkurencja | Czas biegu | Strata | Zwycięzca             |
| ------- | --------- | ---- | ----------- | ----------- | ---------- | ------ | --------------------- |
| 47.     | 1 marca   | 1996 | Schwyz      | Gigant      | 2:03,09    | +9,56  | Rainer Schönfelder    |
| 38.     | 3 marca   | 1996 | Schwyz      | Slalom      | 1:31,71    | +11,25 | Benjamin Raich        |
| DNS1    | 28 lutego | 1998 | Megève      | Gigant      | 2:01,62    | -      | Benjamin Raich        |
| DNF1    | 1 marca   | 1998 | Megève      | Slalom      | 1:23,06    | -      | Benjamin Raich        |
| 26.     | 14 marca  | 1999 | Pra Loup    | Slalom      | 1:34,96    | +7,22  | Massimiliano Blardone |